# Eugenio Cuttica
Eugenio Cuttica (Buenos Aires; 3 de abril de 1957) es un artista contemporáneo argentino. Pertenece a la denominada “generación intermedia” y ha expuesto en galerías, museos, centros culturales y ferias de arte internacionales durante más de treinta años. 
Posee talleres en las ciudades de Buenos Aires (Argentina), Nueva York (USA), Miami (USA) y Milán (Italia). A su vez, se desempeña como Director Artístico de la Galería de Arte “Espacio Ensō”, ubicada en el barrio de Recoleta, desde donde promueve a artistas jóvenes argentinos.
Su trabajo artístico se basa en una fuerte impronta de sincronicidad y conexión con lo que él llama “la dimensión de la frecuencia infinita del no tiempo.” 
El arte de Cuttica apela a la belleza, no desde la construcción intelectual sino como algo que simplemente sucede, refiriendo a la idea del artista como el vehículo de una energía que lo traspasa y es ajena. 
Ha expuesto su obra en ciudades como Buenos Aires, Santiago de Chile, Río de Janeiro, Bogotá, Ámsterdam, Nueva York, Boston, Los Ángeles, Indianápolis, Shanghái, Sevilla, entre otras del mundo.

## Principales hitos vinculados a la Ciudad Autónoma de Buenos Aires y la República Argentina

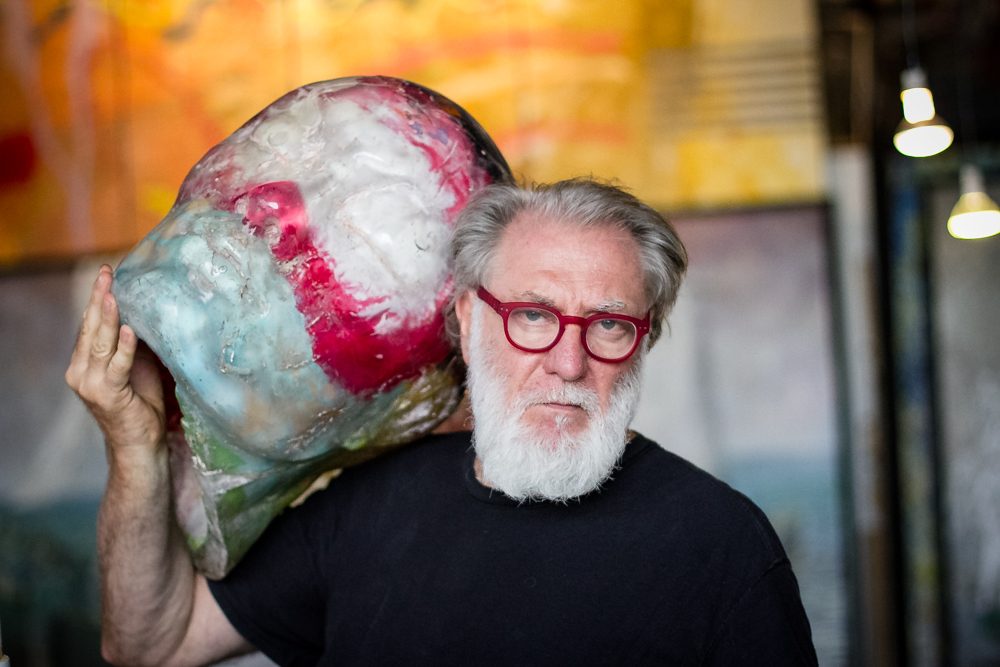
Retrato de Eugenio Cuttica y una de sus obras

• En 1988 es seleccionado para el Primer Premio “Jóvenes Pintores”, Premio Fundación Amalia Lacroze de Fortabat, y en 1989 es seleccionado como finalista para asistir en representación de la República Argentina a la Bienal de Venecia, Italia. 

• En 2014 es convocado por el Gobierno de la Ciudad de Buenos Aires para realizar la ornamentación de la Estación San Pedrito (estación terminal oeste de la Línea A del Subte de Buenos Aires), con un desarrollo temático dedicado a la vida del barrio de Flores.  De un lado de la estación colocó su obra "Luna y Corona de Novia", y del otro los retratos de Alfonsina Storni, Baldomero Fernández Moreno, Hugo del Carril y el Dr. Florencio Escardó; todas personas ilustres que vivieron en el barrio y que los vecinos eligieron para que el artista los retrate en formato de gigantografías. El sitio oficial del Gobierno de la Ciudad de Buenos Aires dice:  “(...)El autor de las obras,  Eugenio Cuttica, es uno de los representantes más sobresalientes del tradicional barrio porteño y del arte argentino contemporáneo. Expuso su obra en los principales museos y galerías del país,  en Estados Unidos,  Gran Bretaña,  Holanda,  Chile,  Brasil y  Colombia y  obtuvo importantes premios. (...) El artista se sumó con su propuesta estética y realizó 4 piezas,   ubicadas en el tímpano de la estación San Pedrito de la Línea A que evocan a talentos,   que al igual que él, marcaron la historia del barrio, la ciudad y el país (...)” 

• En el año 2015 realiza su muestra retrospectiva  “La Mirada Interior”  en el Museo Nacional de Bellas Artes (Argentina),  a la cual asisten más de 100.000 personas.  Logra así  un récord histórico de asistencia para una muestra individual temporaria en el espacio de validación artística más importante de la República Argentina.

## Educación
1984 Arquitectura, Universidad de Buenos Aires. A su vez, estudió diseño con el arquitecto Justo Solsona.

1976-‐1981 Asistente de los pintores Martínez Howard y Antonio Berni.

1980 Pintura y Escultura, Academia Nacional de Bellas Artes.

## Reconocimientos y premios
1988 Primer Premio “Jóvenes Pintores”, Premio Fundación Amalia Lacroze de Fortabat.

1989  Seleccionado como finalista para asistir a  la Bienal de Venecia,  Italia.

2015  Seleccionado como Jurado para el Premio Adquisición de Pintura Argentina del Banco Ciudad,  junto a  los maestros Carlos Alonso  y Guillermo Roux.
2019 Nombrado como Personalidad destacada de la cultura de la Ciudad de Buenos Aires, por el Gobierno de la Ciudad de Buenos Aires.

## Muestras principales
- 1984 Exposición individual, Centro Parakultural, Buenos Aires, Argentina. Richard Demato Gallery, Sag Harbor New York, USA.
- 1985 Exposición individual, Centro Cultural Malvinas, Buenos Aires, Argentina.
- 1986 Exposición individual, 'Three Trees Gallery', Ámsterdam, Holanda.
- 1987 Pinturas, Galería Jacques Martínez, Buenos Aires, Argentina.
- 1988 Exposición individual,  Galería Arte Nuevo,  Santiago de Chile,  Chile.  Muestra Sumo Wrestlers, Galería Jacques Martínez, Buenos Aires, Argentina.
- 1989 Pinturas,  Galería Municipal de Buenos Aires,  Argentina.  Objetos y Esculturas, Galería Jacques Martínez, Buenos Aires, Argentina.
- 1992 Romanticismo en los 90’s, Vincent ́s Obsession Gallery, Boston, Massachusetts, USA.
- 2012 Retrospectiva en el Museo Caraffa, Córdoba, Argentina.
- 2012 Espacio Cultural de Estación de Subte "San Pedrito", Buenos Aires, Argentina.
- 2013 Richard Demato Gallery, Sag Harbor buenos, New York, USA.
- 2014 Richard Demato Gallery, Sag Harbor, New York, USA.
- 2014 "Sincronismo Tácito", Galería Isabel Anchorena, Buenos Aires, Argentina.
- 2015 “La Mirada Interior”, Retrospectiva en el Museo Nacional de Bellas Artes, Buenos Aires,  Argentina.
- 2023 Exposición individual, “Epifanías”, Fundación CajaSol, Sevilla, España.

## Muestras Grupales
- 1985 Galería Adriana Indik, Buenos Aires, Argentina.  Galería Múltiple Art, Buenos Aires, Argentina.
- 1987 Pintores no conocidos, Galería Jacques Martinez, Buenos Aires, Argentina.
- Museo de Arte Contemporáneo, Río de Janeiro, Brasil.
- Palais de Glace, Galería Municipal de Buenos Aires, Argentina.
- 1988 Jóvenes, Pintores Argentinos, Fundación Fortabat, Buenos Aires, Argentina.
- Pintores Expresionistas de Argentina, Ashkenazi Galleries, West Hollywood, California, USA.
- 1992 Museo de Arte Moderno, Buenos Aires, Argentina.
- 1995 Peronismo y sus tiempos, Biblioteca Pública Nacional de Buenos Aires, Argentina.
- 1999 Exposición individual, Gale Gates Gallery, Brooklyn, New York, USA.
- 2000 Exposición individual, Okaloosa-‐Walton Museum, Niceville, Florida, USA.
- 2001 Belleza, Exhibit A Gallery, New York, USA.
- 2006-‐2007 Lurie Fine Art Gallery, Miami, Los Angeles, Indianapolis, USA.
- 2007 Robert Wilson Art Center, Watermill, New York, USA.
- 2008 23rd St Gallery, Chelsea, New York, USA.
- 2009 The Tripoli Gallery Of Contemporary Art, "Alexandra: A Solo Exhibition", Southampton,  New York, USA.
- 2009 Coppa Oliver, “Gente de Pie”, Buenos Aires, Argentina.
- 2010 Romany Kramoris Gallery, Sag Harbor, New York, USA.
- 2010 Natan, Serie “Alexandra”, Buenos Aires, Argentina.
- 2010 Nordiska,  Gallery Nights:  Eugenio Cuttica en Nordiska,  Serie  "Los Maestros”,  Buenos Aires, Argentina.
- 2012 Seleccionado para exhibir en el London Olympics Fine Arts Museum, en el marco de los Juegos Olímpicos de Londres 2012, Inglaterra.
- 2016 Muestra Colectiva en el Parrish Museum de Southampton, New York, USA.

## Otros trabajos
- 1978 Restauración del mural “El Amor“, originalmente pintado por Antonio Berni en 1945,  Galerías Pacífico, Buenos Aires, Argentina.
- 1989 Contratado por Resources Exchange (REX) (Hollywood, California, USA) para pintar un gran mural en la empresa.
- 2013-‐2015 Curador de la subasta de arte de la Fundación Junior Achievement de Argentina,  en su gala anual “La Noche de los Héroes”.
- 2014 Contratado por la empresa Canale (Buenos Aires, Argentina) para pintar un gran mural en el edificio de la compañía.
- 2015 Regalo al papa Francisco,  de un retrato del obispo Arnulfo Romero,  entregado por la entonces Presidente de la Nación Argentina.

## Ferias internacionales
- 2005 Arte BA, Buenos Aires, Argentina.
- 2006 Art BO, Bogotá, Colombia.
- 2007 Art BO, Bogotá, Colombia.
- 2007 Art Americas, Miami, USA.
- 2007 Arte BA, Buenos Aires, Argentina.
- 2008 Art BO, Bogotá, Colombia.
- 2008 Art Americas, Miami, USA.
- 2008 Arte BA, Buenos Aires, Argentina.
- 2010 Arte BA, Buenos Aires, Argentina.
- 2011 Miami Art Fair, Miami, USA.
- 2012 Arte BA, Buenos Aires, Argentina.
- 2013 Bridge Hampton Art Fair, Richard Demato Gallery, New York, USA.
- 2014 Bridge Hampton Art Fair, Richard Demato Gallery, New York, USA.
- 2014 Shanghai Art Fair, Shanghái, China.

## Conferencias
- 2006 "El arte cura" Museo de Arte Latinoamericano de Buenos Aires (MALBA), Buenos Aires,  Argentina.
- 2009-‐2010 "Art and Laberint" Ross School, East Hampton, New York, USA.
- 2011  “La frecuencia infinita del no tiempo”  Jockey Club de Buenos Aires,  Buenos Aires,  Argentina.
- 2012 “Arte y Dinero” Conferencia para la Unión Argentina de Jóvenes Empresarios, Buenos Aires, Argentina.
- 2012 “Pintar es orar” Museo Caraffa, Córdoba, Argentina.
- 2015  “La Mirada Interior”  12 conferencias en el marco de su muestra retrospectiva en el Museo Nacional de Bellas Artes, Buenos Aires, Argentina.
- 2015 “El poder de lo intangible” Centro Cultural Borges, Buenos Aires, Argentina.
- 2015 “La Mirada Interior” Fundación IDEA, Mar del Plata, Argentina.
- 2015 “Arte y trascendencia” Bar Cultural Bárbaro, Buenos Aires, Argentina.